# Satijnharige cavia
Een Satijnharige cavia is een cavia waarbij de haren zeer zacht zijn en lijken op satijn. Ook glanzen de haren sterk. Dit komt doordat de haren hol zijn van binnen.
De cavia's waarbij dat (het meeste) voorkomt (kan feitelijk bij elke cavia):
- Rexen
- Borstelharige cavia's
- Eénkleurige cavia's
- Langharige cavia's
- Engels gekruinde cavia's
- Shelties
- Tesselaars
- Agouti's

Bij de Satijncavia's komt vaak de satijnziekte voor.